# Новий Синташ
Новий Синта́ш (рос. Новый Сынташ, башк. Яңы Һынташ) — присілок у складі Благоварського району Башкортостану, Росія. Входить до складу Кучербаєвської сільської ради.
Населення — 43 особи (2010; 51 в 2002).
Національний склад:
- башкири — 90 %